# Роберт (кукла)
Роберт — тряпичная кукла из США, ныне выставленная в экспозиции частного музея, с которой связаны различные городские легенды в стилистике ужасов. По некоторым данным, этими историями было вдохновлено создание фильма 1988 года «Детские игры» и последующие фильмы о кукле-убийце Чаки.
Кукла Роберт имеет вид человечка-матроса. Её рост составляет 1,02 м, внутри она набита опилками. Следы краски в области лица куклы позволяют предположить, что ранее она была раскрашена. Кукла одета в белый матросский костюм, имевший распространение в начале XX века. Волосы куклы Роберта сделаны из некой разновидности синтетического шерстяного волокна.

## Легенда

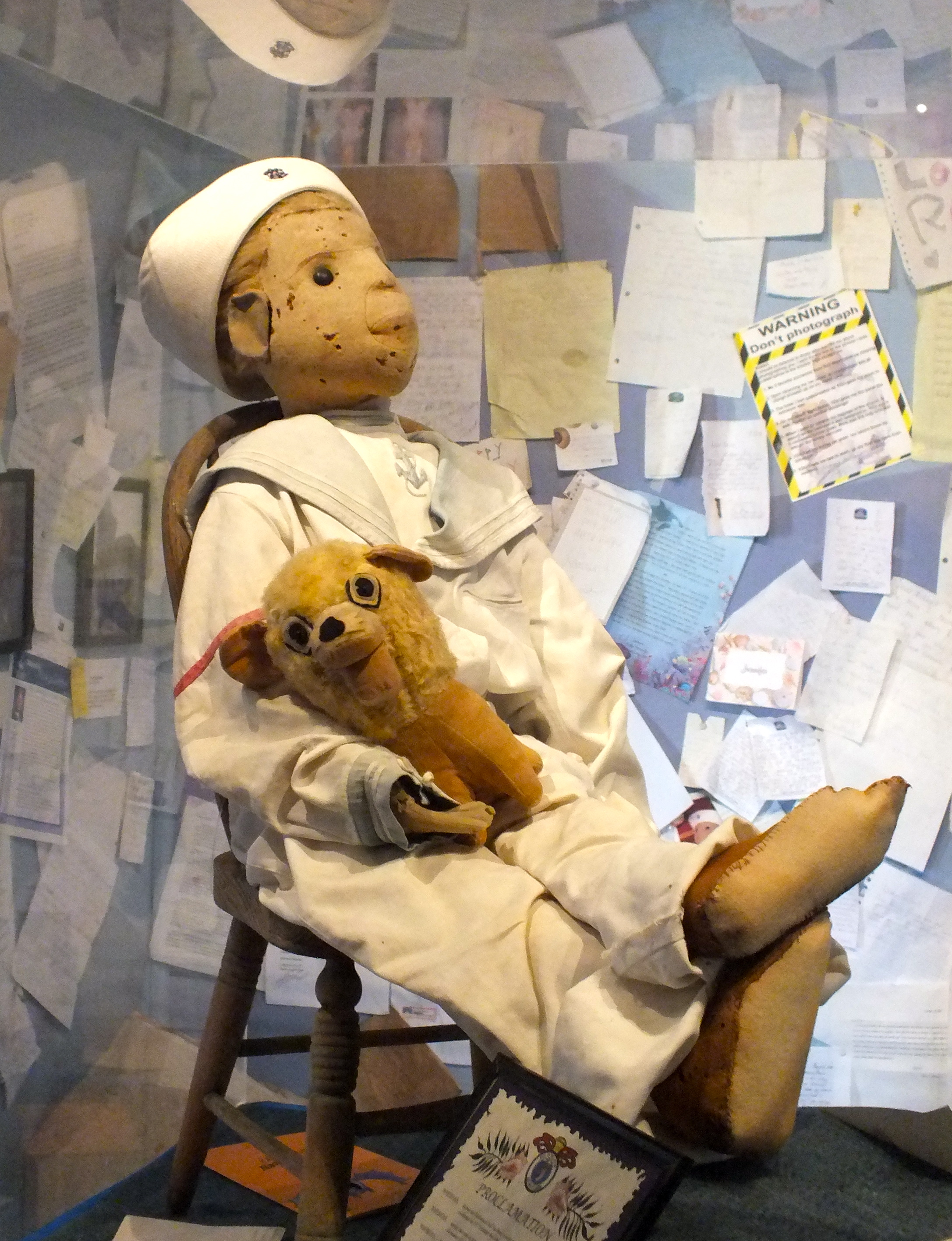
Роберт в музее

### Появление куклы
Первым известным владельцем куклы Роберта был писатель и художник из Ки-Уэста по имени Роберт «Джин» Юджин Отто. Роберт предположительно появился у него в 1903 году, когда Юджину было четыре года, — он был подарен горничной-карибкой, работавшей в доме семьи Отто. Эта горничная, согласно легенде, была могущественной колдуньей вуду, посвятившей жизнь изучению чёрной магии. Женщина якобы подарила куклу Юджину со злым умыслом — в качестве мести за плохое отношение к ней с его стороны. Как только Юджин стал владельцем куклы, в доме, согласно рассказам предполагаемых очевидцев, начали происходить страшные и пугающие инциденты: жильцы дома и гости якобы видели, как кукла подмигивала или перемещалась из комнаты в комнату с огромной скоростью. Сам Юджин вскоре тоже начал вести себя странно. Мальчика якобы заставали за разговорами с куклой, причём она, согласно легенде, даже отвечала ему. Родители и родственники первоначально считали, что Юджин разговаривает со своим воображаемым другом, но затем якобы стали утверждать, что голос Роберта исходит непосредственно из самой куклы .
Через некоторое время, согласно легенде, в доме начали происходить странные вещи с предметами, в том числе стала опрокидываться мебель, а соседи якобы видели, как Роберт перемещается по дому от одного окна к другому, и даже будто бы слышали, что кукла издаёт звуки, похожие на язвительный смех. Кроме того, родители часто просыпались по ночам, разбуженные криками Юджина. Когда они приходили в его комнату, там всегда было что-либо опрокинуто или разбито, а сам Юджин якобы постоянно утверждал, что «это сделал Роберт!».

### Дальнейшие события
После женитьбы Юджина его супруга Энн якобы тоже стала одной из жертв деятельности куклы Роберта. Однажды, согласно легенде, кукла заперла женщину на чердаке, а в другой раз поцарапала. Гости и работники дома якобы также бывали свидетелями действий Роберта. В случаях с Энн, однако, высказывалось предположение, что Юджин был склонен к насилию в отношении своей семьи, сваливая при этом вину на куклу. Вероятно, точно так же он поступал и в детстве.
После смерти Юджина в 1974 году кукла Роберт была помещена на чердак дома, где в итоге в том же году её обнаружила Миртл Рейтер, десятилетняя девочка из недавно переехавшей в дом семьи. Роберт, согласно легенде, продолжал совершать нападения и проявлять прочую активность, после того как девочка взяла его к себе в спальню. По якобы имевшим место словам родителей, Миртл просыпалась по ночам от звуков опрокидываемой мебели. Кукла, как сообщается, сидела на спинке её кровати и угрожала ребёнку. В итоге в 1994 году Миртл передала куклу руководству художественной галереи Ки-Уэста. Она якобы утверждала, что кукла проклята и способна самостоятельно передвигаться.
Ныне кукла Роберт выставлена в галерее Мартело Ки-Уэстского художественного и исторического музея во Флориде. Она помещена в отдельно стоящий стеклянный шкаф, в котором сидит на деревянном стуле и держит на коленях коричневого тряпичного льва.
С куклой Робертом поныне связано множество распространённых и популярных (на территории Флориды) легенд и слухов. В некоторых из них рассказывается о мстительном и коварном духе или демоне, якобы живущем в кукле; тот, кто становился её владельцем, будто бы либо наблюдал паранормальные события, либо вскоре умирал вследствие несчастного случая. Кукла Роберт якобы способна самостоятельно двигаться и подмигивать, и, по некоторым данным, сотрудники музея якобы утверждают, что периодически она производит такие действия. Суеверие вокруг предположительно лежащего на кукле проклятия доходит до того, что посетителям музея требуется получить специальное разрешение, дабы сфотографироваться на фоне неё. Фраза «Это сделал Роберт!» в регионе Ки-Уэста вошла в местный лексикон и в повседневной жизни стала устойчивым выражением, означающим (выдвигаемое) опротестование невиновности.
Скептик и публицист Карен Столлзноу рассматривает возможную причину появления легенд об «одержимых» тряпичных куклах «пустым» или постоянно улыбающимся выражением их лиц, что, по мнению исследователя, увеличивает вероятность их негативного восприятия. Она сравнивает историю Роберта с Аннабель, другой известной якобы проклятой куклой, которая также выставляется в частном музее; легенды, связанные с обеими куклами, стали первоосновной для художественных фильмов.

## Влияние на культуру
Слухи и легенды, связанные с куклой Робертом, согласно некоторым источникам, легли в основу придуманной в 1988 году куклой-убийцей Чаки, ставшей персонажем серии фильмов. Вместе с тем, помимо изменения имени, в сценарии фильма были полностью изменены обстоятельства появления куклы на свет.
В 2015 году британским режиссёром Эндрю Джонсом был снят фильм «Проклятие куклы Роберт».